# أيزمان بالا (غيفان)
أیزمان بالا (بالفارسية: ایزمان بالا) هي قرية تقع في إيران في قسم غیفان الريفي. يقدر عدد سكانها بـ 442 نسمة بحسب إحصاء 2016.